# Oakland Oaks (PCL)
Oakland Oaks – nieistniejąca drużyna baseballowa, mająca swoją siedzibę w Oakland w stanie Kalifornia. 

## Historia
W 1903 był klubem założycielskim Pacific Coast League. Początkowo występował na mogącym pomieścić 7000 widzów Freeman’s Park, a po zdobyciu pierwszego tytułu mistrzowskiego w 1912 roku, zarząd podjął decyzję o wybudowaniu nowego obiektu o pojemności 10 tysięcy Oaks Park, który oddano do użytku 15 marca 1913. 28 maja 1916 Oaks byli pierwszym klubem w zawodowym baseballu w XX wieku, który wystawił do składu czarnoskórego zawodnika, miotacza Jimmy'ego Claxtona. W 1927 zespół zdobył drugi w historii tytuł mistrzowski.  
W latach 1935–1937 był klubem farmerskim New York Yankees. Po 21 latach Oaks, prowadzeni wówczas przez Caseya Stengela i mając w składzie między innymi Erniego Lombardiego czy Billy'ego Martina, sięgnęli po trzeci tytuł. Kolejne mistrzostwa zespół zdobywał w 1950 i 1954. Po zakończeniu sezonu 1955, z powodu najniższej frekwencji w Pacific Coast League, siedzibę klubu przeniesiono do Vancouver.

## Sukcesy
| Tytuł                | Liczba | Rok                          |
| -------------------- | ------ | ---------------------------- |
| Pacific Coast League | 5      | 1912, 1927, 1948, 1950, 1954 |